# Youngou
Ne doit pas être confondu avec Youngou-Peulh.
Youngou est une localité située dans le département de Zabré de la province du Boulgou dans la région Centre-Est au Burkina Faso.

## Géographie
Youngou se trouve à 12 km au sud-est de Zabré, le chef-lieu du département, sur la route nationale 29 qui traverse la localité en direction de la frontière ghanéenne distante d'une quinzaine de kilomètres.

## Démographie
| 2003  | 2006  | 2012 |
| ----- | ----- | ---- |
| 6 343 | 3 595 | -    |

En 2006, sur les 3 595 habitants du village – regroupés en 660 ménages – 52,68 % étaient des femmes, près 49,2 % avaient moins de 14 ans, 46,3 % entre 15 et 64 ans et environ 4,1 % plus de 65 ans.

## Santé et éducation
Youngou accueille un centre de santé et de promotion sociale (CSPS) tandis que le centre médical avec antenne chirurgicale (CMA) se trouve à Zabré et que le centre hospitalier régional (CHR) est à Tenkodogo .
Le village possède trois écoles primaires publiques (A et B ainsi que celle de Datiga).